# Medio San Juan
Medio San Juan är en kommun i Colombia.   Den ligger i departementet Chocó, i den västra delen av landet, 290 km väster om huvudstaden Bogotá. Antalet invånare är 13 027.